# Chonemorpha fragrans
Chonemorpha fragrans är en oleanderväxtart som först beskrevs av Alexander Moon, och fick sitt nu gällande namn av Alst.. Chonemorpha fragrans ingår i släktet Chonemorpha och familjen oleanderväxter. Inga underarter finns listade i Catalogue of Life.